# 함평초등학교 장년분교
함평초등학교 장년분교는 대한민국 전라남도 함평군 함평읍 장년길 40 (장년리)에 있었던 공립 초등학교이다.

## 연혁
- 1937년 4월 1일 장년리 백년 사립학원 설립
- 1942년 4월 1일 함평대화공립국민학교 장년분교 설립인가
- 1946년 4월 1일 함평서공립국민학교로 승격 인가
- 1946년 9월 1일 함평서국민학교로 개교
- 1973년 3월 1일 석성분교장 개설
- 1979년 2월 28일 석성분교 석성국민학교로 승격
- 1981년 9월 1일 병설유치원 개원
- 1996년 3월 1일 함평서초등학교로 명칭 변경
- 2000년 3월 1일 함평초등학교 장년분교로 편입
- 2004년 3월 1일 함평초등학교로 통폐합